# Amatori Rugby Alghero
L'Amatori Rugby Alghero A.S.D. è un club italiano di rugby a 15 con sede ad Alghero, in Sardegna.
Fondato nel 1975 con la denominazione di Società Sportiva Amatori Rugby Alghero, è divenuto associazione sportiva dilettantistica nei primi anni 2000.

## Storia
Nel 1974 un gruppo di studenti affascinati dal gioco del rugby mossero i primi passi verso la fondazione della Società Sportiva Amatori Rugby Alghero, che nacque ufficialmente nel 1975. Dopo una prima partecipazione al campionato regionale 1975-76, la squadra venne promossa nella serie C nazionale ed inserita nel girone Liguria in qualità di unica formazione sarda partecipante alla categoria.
Trascorsi alcuni anni di militanza in serie C, a seguito della ricomposizione dei campionati nazionali operata nel 1981 e la conseguente suddivisione della serie C in due fasce di merito, l'Amatori Alghero venne assegnata al girone tosco-laziale di serie C1; fu durante quella stagione sportiva che venne creato il settore giovanile algherese, con la partecipazione alle competizioni di categoria con le formazioni Under-17 ed Under-19.
Nel 1994-95 l'Alghero conquistò la prima storica promozione in serie B, ma l'anno seguente fu immediata la relegazione, complice l'inesperienza di un gruppo giovane. Due anni più tardi, però, nell'annata 1997-98, affascinato dalle bellezze naturali della Sardegna e grazie al rapporto con alcuni dirigenti del club, Marco Bollesan, ex giocatore e commissario tecnico della nazionale italiana, decise di allenare l'Alghero e al termine della stagione la squadra ritrovò immediatamente la serie B.
A Bollesan fece seguito Achille Bertoncini, che allenò i Grifoni per alcune stagioni di serie B a cavallo tra i due secoli.
Nel 2001-02 arrivò un altro Azzurro, Marcello Cuttitta, che traghettò subito la squadra in serie A, la seconda divisione nazionale. Alla prima stagione in Serie A l'Alghero si piazzò a metà classifica al termine della fase regolare, continuando ad inanellare piazzamenti fino al 2007-08 sotto le guide tecniche del ritrovato Bollesan, Cassina, Bordon e del sudafricano Huygen. Di particolare rilievo le stagioni 2003-04 e 2004-05 dove l'Amatori mancò l'accesso ai play-off di un piazzamento.
Al termine della stagione sportiva 2008-09, la formazione venne retrocessa in serie A2, terza divisione nazionale; seguì una nuova gestione affidata a Bordon, poi l'argentino José Antonio Queirel, al quale subentrò Cassina nel dicembre del 2010 a causa di dissidi interni, già allenatore e ancor prima giocatore dell'Amatori. Nel 2012-14 i giallo-neri furono guidati dall'ex nazionale Gert Peens che conclude l'esperienza biennale nel marzo del 2014 passando il testimone ad Bertoncini che, intervenuto soltanto nella fase finale del campionato, non riuscì ad evitare la retrocessione in serie B, quarto livello nazionale.

## Cronistoria
| Cronistoria dell'Amatori Rugby Alghero |
| --- |
| - 1975 · Fondazione della S.S. Amatori Rugby Alghero - 1975-76 · Campionato regionale promozione in serie C - 1976-77 · Serie C - 1977-78 · Serie C - 1978-79 · Serie C - 1979-80 · Serie C - 1980-81 · Serie C - 1981-82 · Serie C1 - 1982-83 · Serie C1 - 1983-84 · Serie C1 - 1984-85 · Serie C1 - 1985-86 · Serie C1 - 1986-87 · Serie C1 - 1987-88 · Serie C1 - 1988-89 · Serie C1 - 1989-90 · Serie C1 - 1990-91 · Serie C1 - 1991-92 · Serie C1 - 1992-93 · Serie C1 - 1993-94 · Serie C1 - 1994-95 · Serie C1 promozione in serie B - 1995-96 · Serie B retrocessione in serie C - 1996-97 · Serie C - 1997-98 · Serie C promozione in serie B - 1998-99 · Serie B - 1999-2000 · Serie B - 2000-01 · Serie B - 2001-02 · Serie B promozione in serie A - 2002-03 · 8º serie A - 2003-04 · 2º girone A serie A - 2004-05 · 3º girone B serie A - 2005-06 · 6º girone B serie A - 2006-07 · 5º girone A serie A - 2007-08 · 9º serie A1 - 2008-09 · 12º serie A1 retrocessione in serie A2 - 2009-10 · 11º serie A2 retrocessione in serie B ripescaggio in serie A2 - 2010-11 · 6º serie A2 - 2011-12 · 8º serie A2 - 2012-13 · 5º serie A2 - 2013-14 · 10º serie A2 retrocessione in serie B - 2014-15 · 6º girone 1 serie B - 2015-16 · 3º girone 1 serie B - 2016-17 · 5º girone 1 serie B - 2017-18 · 3º girone 1 serie B ripescaggio in serie A - 2018-19 · 6º girone 3 serie A - 2019-20 · Campionato di serie A sospeso - 2020-21 · Campionato di serie A non disputato - 2021-22 · 6º girone 1 serie A - 2022-23 · 9º girone 1 serie A - 2023-24 · 11º girone 1 serie A - 2024-25 · 3º girone 2 serie A |

## Colori e simboli
I colori sociali del club sono il giallo ed il nero.
Il simbolo dell'Amatori Alghero è un grifone, animale tipico della Sardegna, rappresentato sullo stemma societario ideato da Gavino Sanna nella seconda metà degli anni 1990.

## Impianti
La società è concessionaria dell'impianto sportivo in zona Maria Pia ad Alghero, situato in via degli Amici del Rugby; il campo da gioco, omologato per gare internazionali con dimensioni 105 × 65 m, presenta una tribuna coperta con una capienza di circa 200 posti a sedere.

## Bacino di riferimento
Il bacino di riferimento dell'Amatori Alghero è soprattutto locale, con la maggior parte degli atleti provenienti dalla città stessa e dal nord Sardegna.

## Allenatori
- 1975-1997  ...
- 1997-1998  Marco Bollesan
- 1998-2001  Achille Bertoncini
- 2001-2002  Marcello Cuttitta
- 2002-2003  Marcello Cuttitta e Massimo Cuttitta
 Marco Bollesan e  Ramiro Cassina
- 2003-2006  Ramiro Cassina
- 2006-2007  Stefano Bordon
- 2007-2009  Shaun Huygen
- 2009-2010  Stefano Bordon
- 2010-2011  José Antonio Queirel
 Ramiro Cassina
- 2011-2012  Leonardo Roldan
- 2012-2014  Gert Peens
 Achille Bertoncini
- 2014-2018  Marco Anversa
- 2017-2019  Tino Paoletti
- 2019-2020  Steven Bortolussi
 Leandro Poloni
- 2020-  Marco Anversa

## Giocatori di rilievo
L'unico atleta del club algherese selezionato nella nazionale italiana durante il periodo di militanza è John Antoni, estremo originario del Kenya e convocato nell'Italia di Brad Johnstone per il tour del 2001, disputante i test match contro Namibia e Sudafrica.
Fra gli altri giocatori di maggiore rilevanza internazionale che hanno vestito le uniformi dell'Amatori Alghero, si annoverano: Steven Bortolussi, Massimo Cuttitta, Juan Francesio, Benjamin de Jager.